# مصطفی ناظم
مصطفی ناظم (عربی: مصطفى ناظم جاري الشيباني؛ زاده ۲۳ سپتامبر ۱۹۹۳) یک بازیکن فوتبال اهل عراق است.
وی همچنین در تیم ملی فوتبال عراق بازی کرده است.